# Castelo Caerlaverock

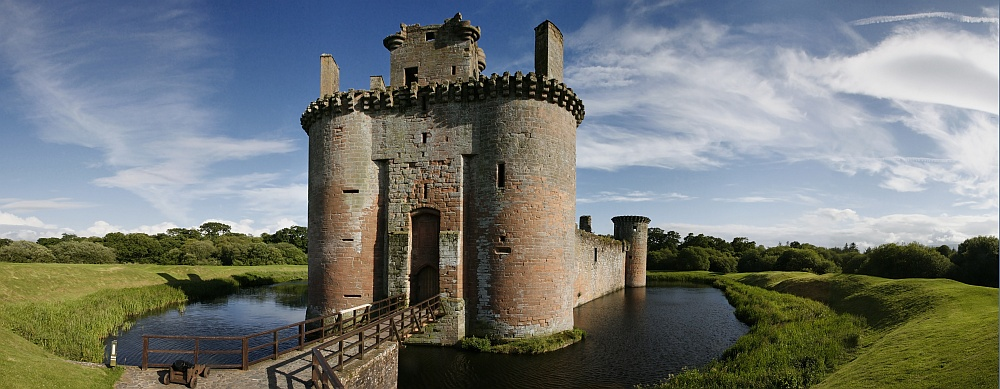
Castelo Caerlaverock, Escócia.

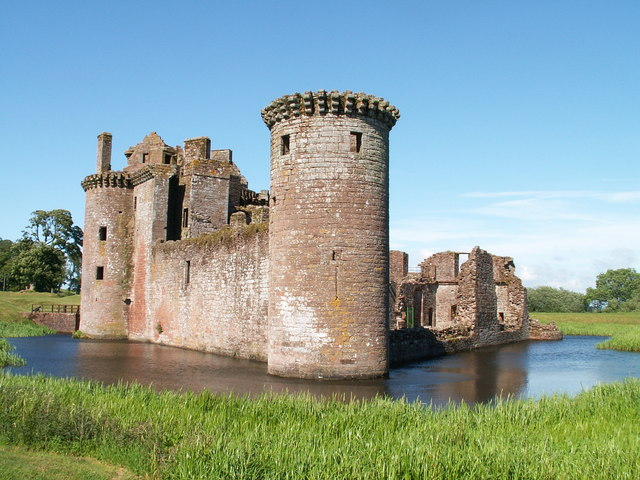
Castelo Caerlaverock, Escócia.

O Castelo Caerlaverock localiza-se a Sudeste de Dumfries, na Escócia.
Com um imponente portão ladeado por torres gêmeas, precedido por um fosso e imponentes muralhas ameadas, Caerlaverock é a epítome das fortificações medievais. A turbulenta história do castelo deve muito à sua proximidade com a Inglaterra, o que deu lugar a diversos conflitos de fronteira.
Os atuais visitantes podem apreciar uma exibição das rotinas de um cerco, um parque de aventuras para crianças e uma trilha ecológica. O castelo liga-se por um caminho ao Natural Nature Reserve, adjacente.
O governo disponibiliza trilhas que conectam o Castelo até a Reserva Natural Nacional de Caerlaverock.